# 伊藤美優
伊藤 美優（いとう みゆう、2007年〈平成19年〉5月15日 - ）は、日本の女子スケートボード選手。現在世界ランキング7位山形県上山市出身名古屋市生まれ2022年アジア競技大会スケートボード 銅メダリスト。X Games Ventura 2024 金メダリスト。東北文教大学山形城北高等学校在学中。

## 経歴・人物
巨大なスノーリゾートで知られる蔵王エリアの出身で、小学3年生の時にスノーボードの夏のトレーニングとしてスケートボードを始める。4年生の時に初めて大会に出場し、以降多くの国内大会に出場し実績を積み上げる。
2021年11月に行われた、自身初の海外戦であるTAMPA AM 2021 (アメリカ・タンパ) に出場しトライアル73位で、男女混合種目として日本人女子歴代最高順位（当時）を記録。
2022年12月に行われた第5回マイナビ日本スケートボード選手権大会で優勝。
2023年9月中国 杭州市で開催された2022年アジア競技大会では、銅メダルを獲得し、自身初の国際大会での表彰台となった。
2024年に日本人女性スケーターとして初めて、アメリカのレジェンドスケーターであるPaul Rodriguez（ポール・ロドリゲス）が設立、ヘッドスケーターを務めるPrimitive skateboardingのライダーとなる。同年4月のPrimitive Japan tourに参加。
2024年、スケートボード・パリ五輪予選シリーズ（OQS）では、日本人女子選手6名の代表権争いに残り戦ったが、6月にハンガリーのブダペストで行われた最終戦で6位、ポイントランキングで日本勢4番手以下となりオリンピック出場とはならなかった。
同年6月末にアメリカ カリフォルニア州で行われた、X Games Ventura 2024に出場し、女子ストリートで優勝。X Games史上初の初出場での初優勝を果たした。さらに同年8月にドイツ ミュンヘンにて行われたRed Bull Pool Dropで優勝。
そして、2024年9月にイタリア ローマで行われた、World Skate Games Italia 2024に出場し、8人中7人が日本勢となった女子ストリート決勝で3位を獲得し、自身としては初のWST表彰台に輝いた。

## 戦歴
- 2018年9月 / FLAKE CUP 北陸大会ジュニアクラス準優勝
- 2019年 / AJSA東北アマチュアサーキットランキング4位（女子1位）
- 2019年2月 / JAPAN OPEN STREET CONTEST 7位
- 2021年10月 / JAPAN SKATEBOARDING FEDERATION WINGRAM CUP 2021 VOL.1-3 FLAT3連覇
- 2021年11月 / TAMPA AM 2021（TAMPA / USA）トライアル73位
- 2021年12月 / 第4回 日本スケートボード選手権大会 兼2022年アジア競技大会派遣選手選考会（ストリート女子）3位
- 2022年4月 / 第1回 マイナビスケートボード日本 OPEN ストリート 準優勝
- 2022年6月 / WORLD　SKATEBOARDING ROME 2022　12位
- 2022年12月 / 第5回マイナビ日本スケートボード選手権大会　優勝
- 2023年6月 / WORLD SKATEBOARDING ROME 2023　5位
- 2023年9月 / アジア大会中国 杭州 2022 銅メダル
- 2024年2月 / WORLD SKATEBOARDING TOUR DUBAI 2024  5位